# Міке ван ден Берґ
Міке ван ден Берґ (Mike van den Berg; нар. 2 квітня 1968) — колишній чехословацький тенісист.
Найвищу одиночну позицію світового рейтингу — 368 місце досяг 11 травня 1992, парну — 279 місце — 12 жовтня 1992 року.

## Титули ATP Челленджер

### Парний розряд: (1)
| Ранг | Дата     | Турнір                                | Покриття | Партнер       | Суперники                 | Рахунок  |
| ---- | -------- | ------------------------------------- | -------- | ------------- | ------------------------- | -------- |
| 1.   | Сер 1992 | Open Castilla y León Сеговія, Іспанія | Тверде   | Йост Вейнгауд | Ндука Одізор Роберто Саад | 7–6, 7–6 |